# Neus Català i Pallejà
Neus Català i Pallejà, née à Els Guiamets (Province de Tarragone) le 6 octobre 1915 et morte dans la même ville le 13 avril 2019, est une femme politique espagnole.
Elle a été membre du Parti socialiste unifié de Catalogne (en catalan : Partit Socialista Unificat de Catalunya, PSUC) au cours de la guerre civile espagnole et la dernière survivante espagnole du camp de concentration de Ravensbrück.

## Biographie
Neus Català est née le 6 octobre 1915 à Els Guiamets (Tarragone, Espagne). Cependant, sa marraine a officiellement enregistré sa naissance le 15 juin de cette année, à cause de la disparition des archives de la municipalité de Barcelone après la Guerre civile espagnole. Cette date est officielle et a été utilisée pour célébrer le centenaire de sa naissance. Elle a obtenu son diplôme d'infirmière en 1937 et a déménagé à Barcelone au début de la guerre civile espagnole.
En 1939, elle franchit la frontière française, emmenant avec elle 182 enfants orphelins de la colonie Las Acacias de Premià de Dalt, mieux connus comme les Enfants de Negrín. Le 26 janvier 1939 les enfants sont transportés dans des camions des Cos de Carrabiners jusque Darnius où Neus rencontre Lluís Companys et Juan Negrín et où elle retrouve son père. De là les enfants sont transportés en camion vers Portbou puis Cervera de la Marenda (Cerbères). Et c'est à pied, en cheminant pendant quatre jours, couchant en plein air en plein hiver, qu'ils se rendent à Voló où ils vont rester quatre jours dormant dans les balcons du théâtre. Ils vont se rendre en train à Trélissac en Dordogne pour être accueillis au Château de Caussade, abandonné depuis la fin de la Première Guerre Mondiale et qui était alors dépourvu de portes de fenêtres d'eau courante et de chauffage. Neus y fait venir une partie de sa famille: son frère Lluis, instituteur, sa mère, sa belle-sœur et sa nièce. Après avoir publié dans la presse française et espagnole la liste des enfants, certains d'entre eux ont pu rejoindre leurs familles. La centaine qui restait a ensuite été accueillie deux mois plus tard, grâce au Secours Rouge dans une maison de retraite à Carsac. Neus va alors continuer  à s'efforcer de rapatrier les enfants et de faire adopter ceux qui restaient dans des familles d'accueil. Neus et sa famille s'établissent à Carsac, vivant des travaux de la terre, le père exerçant le métier de barbier à Sarlat.
Elle a participé avec son mari Albert Roger, aux activités de la Résistance française, centralisant, à son domicile, la réception et la transmission de messages, les documents et les armes et abritant des réfugiés politiques. Elle a été dénoncée aux autorités nazies par un pharmacien de Sarlat. Elle et son mari ont été arrêtés par les nazis et emprisonné en 1943. Elle a été torturée à Limoges ou la Gestapo aux ordres de August Meier avait son QG en 1944 puis elle a été déportée à Ravensbrück, où elle a été forcée de travailler pour l'industrie de l'armement. Là, elle a fait partie des « Commandos féminins », un groupe de femmes qui sabotait la fabrication des armes au Kommando de Holleischen, dans l'usine qui dépendait du camp de concentration de Flossenbürg. Par suite de ces actions de sabotage, ces femmes ont rendu inutilisables environ 10 millions de cartouches, ainsi que des machines pour fabriquer des armements. Après sa libération, et au retour du camp où elle avait fait la rencontre de Geneviève de Gaulle-Anthonioz elle est revenue en France où elle a continué sa lutte clandestine contre Franco. Pendant l'hiver 1945-1946, elle bénéficie des séjours de convalescence organisés en Suisse par l'Association nationale des anciennes déportées et internées de la Résistance (ADIR) et son Comité d'aide en Suisse. Elle séjourne à la pension Hortensia au Mont-sur-Lausanne. Elle a vécu à Sarcelles et a présidé l'Association des victimes de Ravensbrück. Elle a toujours appartenu au Parti communiste de Catalogne (PCC), à Esquerra Unida i Alternativa (EUiA) et à la Fondation Pere Ardiaca dont elle est membre d'honneur.
Le matériel graphique de Neus Català sur la guerre civile espagnole, l'Allemagne nazie, les camps de concentration (1933-2006), est situé dans la Bibliothèque du Pavillon de la République (ca) à l'Université de Barcelone.
Ses archives sont conservées à La Contemporaine.

## Honneurs
La généralité de Catalogne l'a décorée de la Croix de Saint-Georges en 2005. Plus tard, Neus Català a été choisie comme « Catalane de l'année 2006 » pour son travail de défense de la mémoire de plus de 92 000 femmes qui sont mortes à Ravensbrück. En 2006, elle a également reçu le prix l'Alternativa, décerné par le parti Esquerra Unida i Alternativa. À 99 ans, le 29 octobre 2014, elle a reçu du conseil municipal la médaille d'or du Mérite civique, en reconnaissance de son travail pour la préservation de la mémoire historique et pour sa lutte contre le fascisme et pour les droits des femmes.
En 2019, par un vote du Conseil de Paris de février de la même année, la Ville de Paris lui décerne la Médaille Grand Vermeil, la plus haute distinction de la capitale française.

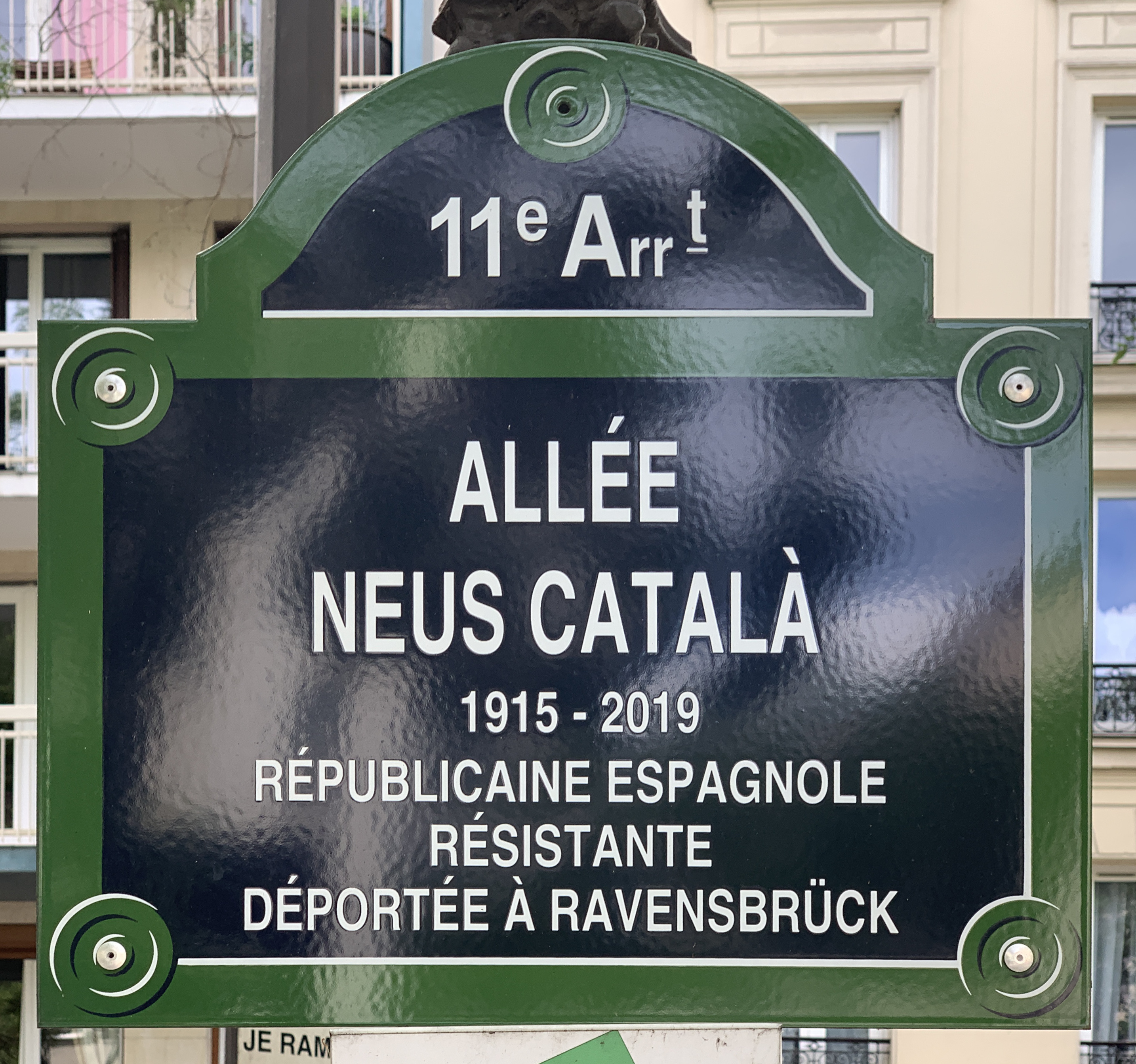
Allée Neus-Català à Paris.

Lors de sa séance de juillet 2019, par un vote à l'unanimité, le Conseil de Paris décide de nommer en sa mémoire un terre-plein central en allée Neus-Català, entre le 11e et le 20e arrondissement de Paris.

### Année Neus Català
La Catalogne a consacré l'année 2015 à Neus Català qui, à l'âge de cent ans, est la dernière personne qui a survécu au camp de concentration de Ravensbrück. Le début de cette année d'hommages a été fixé au 1er avril 2015. Neus Català avait reçu le 9 mars la médaille d'or de la Généralité de Catalogne, pour son combat pour la justice et les libertés démocratiques, la mémoire des déportés et déportées vers les camps d'extermination nazis, et la défense des droits de l'homme. Cette commémoration rend hommage, plus généralement, à tous ceux qui ont souffert des conséquences de la guerre, de la dictature de Franco et de l'internement dans des camps de concentration et d'extermination. La ministre de la protection sociale et de la famille Neus Munté a déclaré : 
« Neus Català est une femme forte, une combattante contre le fascisme, une survivante des camps de la mort nazis, une référence et un témoignage pour toutes les femmes qui ont combattu dans la guerre civile et lors de la Seconde Guerre mondiale »

## Publications
- (ca) De la resistencia y la deportación: 50 testimonios de mujeres españolas, Barcelone, Península, 2005  (ISBN 84-8307-283-1)
- Neus Català, Caroline Langlois et Impr. Brodard et Taupin), Ces femmes espagnoles : de la Résistance à la déportation : témoignages vivants : de Barcelone à Ravensbrück, Éd. Tirésias, 1994 (ISBN 2-908527-23-5 et 978-2-908527-23-0, OCLC 417239330, lire en ligne).

## Archives
- Inventaire du fonds d'archives de Neus Català i Pallejà conservé à La contemporaine.
- (ca) Inventaire du Fonds FP, sous-série Neus Català du CRAI, Biblioteca del Pavelló de la República, Université de Barcelone.